# Isento de Santa Cruz
Isento de Santa Cruz foi uma circunscrição católica portuguesa, com sede em Santa Cruz, Coimbra, que era isenta da jurisdição eclesiástica da Diocese de Coimbra.